# Georg Böhm
Georg Böhm, född den 2 september 1661 i Hohenkirchen i Thüringen, död den 18 maj 1733 i Lüneburg, var en tysk barocktonsättare och organist.
Efter studier i Jena och några år i Hamburg kom han att tjänstgöra som organist i Sankt Johannis-kyrkan i Lüneburg fram till sitt frånfälle. Det var när Johann Sebastian Bach studerade i Lüneburg som denne hamnade under Böhms inflytande.
Georg Böhm komponerade kantater, mässor, klaver- och orgelverk; mest kända torde hans koralbearbetningar vara. Framförallt koralpartitorna tog senare kompositörer, däribland Johann Sebastian Bach, upp efter honom. En del av Böhms musik är bemärkt för användningen av den på improvisation baserade stylus phantasticus.

## Eftermäle
Asteroiden 7578 Georgböhm är uppkallad efter Georg Böhm.

## Verklista[7][8]

### Klaver
- Capriccio i D-dur
- Svit i c-moll (allemande, courante, saraband och gigue).
- Svit i D-dur (ouvertyr, air, rigaudon, trio, rondeau, menuett och chaconne).
- Svit i d-moll (allemande, courante, saraband och gigue).
- Svit i d-moll (allemande, courante, saraband och gigue).
- Svit i Eb-dur (allemande, courante, saraband och gigue).
- Svit i Eb-dur (allemande, courante, saraband och gigue).
- Svit i F-dur (allemande, courante, saraband, double och gigue).
- Svit i f-moll (allemande, courante, saraband och Chaconne).
- Svit i f-moll (allemande, courante och saraband).
- Svit i G-dur (preludium, allemande, courante, saraband, rondeau och gigue).
- Svit i a-moll (allemande, courante, saraband och gigue).
- Menuett i G-dur
- Partita över arian "Jesu du bist allzu schöne".

### Orgel
- Preludium och fuga i C-dur.
- Preludium och fuga i a-moll.
- Preludium och fuga i a-moll.
- Preludium och fuga i F-dur.
- Preludium och fuga i d-moll.
- Preludium, fuga och postludium i g-moll.
- Chaconne
- Ach wie nichtig, ach wie flüchtig
- Allein Gott in der Höh sei Ehr
- Auf meinen lieben Gott
- Aus tiefer Not schrei ich zu dir
- Christe, der du bist Tag und Licht
- Christ lag in Todes Banden
- Christ lag in Todes Banden
- Christum wir sollen loben schon
- Freu dich sehr o meine Seele
- Gelobet seist du, Jesu Christ
- Gelobet seist du, Jesu Christ
- Herr Jesu Christ, dich zu uns wend
- Nun bitten wir den Heiligen Geist
- Vater unser im Himmelreich
- Vater unser im Himmelreich (variationer på en koralpartita)
- Vom Himmel hoch, da komm ich her
- Wer nur den lieben Gott läßt walten
- Erhalt uns, Herr, bei deinem Wort.